# Агамы-бабочки
Агамы-бабочки (лат. Leiolepis) — род ящериц из семейства агамовые, выделяемый в монотипическое подсемейство Leiolepidinae, иногда рассматривающееся как семейство.

## Внешний вид
Взрослые особи в длину (без хвоста) достигают 11—15 см. Слёзное отверстие небольшое. Имеют высокую голову, уплощённое туловище и длинный плоский хвост. Тело покрыто мелкой зернистой чешуёй. Самцы агам-бабочек могут изменять окраску боков тела, делая их чёрными и жёлто-оранжевыми. Такой рисунок напоминает крылья некоторых бабочек, за что эти ящерицы получили своё название.

## Образ жизни
Обитают в сухих биотопах: на песчаных грядах вдоль морских побережий или в открытых песчаных редколесьях. Активны лишь ранним утром. Все представители ведут наземный образ жизни и используют системы нор в качестве укрытия. Иногда могут взбираться на невысокие кустарники. Питаются в основном листьями, цветами, плодами и семенами наземных растений, но могут также поедать крабов и насекомых. В случае нападения способны отбрасывать хвост, на месте которого впоследствии вырастет новый. При этом отбрасывание происходит интервертебральным способом, то есть обрыв происходит без разлома позвонка.

### Размножение
Все виды яйцекладущие. Самка откладывает в норе 2—8 яиц в начале сухого сезона. Через 8—10 недель из яиц выходят детёныши, которые остаются в материнской норе ещё несколько недель или месяцев, пока не выроют собственные норы. Среди представителей рода известны партеногенетические виды.

## Распространение
Обитают в Юго-Восточной Азии в Южном Китае, Индокитае, на полуострове Малакка и острове Суматра

## Систематика
Род включает 10 видов:
- Leiolepis belliana (Hardwicke & Gray, 1827) — обыкновенная агама-бабочка
- Leiolepis boehmei Darevsky & Kupriyanova, 1993
- Leiolepis guentherpetersi Darevsky & Kupriyanova, 1993 — агама-бабочка Гюнтера Петерса[7]
- Leiolepis guttata Cuvier, 1829 — пятнистая агама-бабочкаtypus[7]
- Leiolepis ngovantrii Grismer & Grismer, 2010
- Leiolepis ocellata (Peters, 1971)
- Leiolepis peguensis Peters, 1971
- Leiolepis reevesii (Gray, 1831) — восточная агама-бабочка[7]
- Leiolepis rubritaeniata Mertens, 1961
- Leiolepis triploida Peters, 1971 — триплоидная агама-бабочка[1]